# Sint-Rochuskapel (Huldenberg)
De Sint-Rochuskapel is een kapel in Huldenberg in de Belgische provincie Vlaams-Brabant.
De kapel is gewijd aan Sint-Rochus en staat op een kapelheuvel onder vier lindebomen. De heuvel ligt aan een kruising waar vier wegen op uitkomen.

## Geschiedenis
Het jaartal 1727 prijkt op de voorgevel als de datum van de bouw.
In de 19e eeuw is aan de kapel een luifel in neostijl toegevoegd en vonden er herstelwerkzaamheden plaats.

## Opbouw
De niet-georiënteerde barokke kapel is opgetrokken in baksteen en zandsteen. Het heeft een rechthoekig plattegrond dat uitloopt in een veelzijdige koorsluiting.

## Sint-Rochusommeganck
De Sint-Rochusommeganck trekt om de drie jaar door het dorp. Deze ommegang komt voort uit de verering van de Heilige Rochus als dank voor het vrijwaren van Huldenberg voor de pestepidemie van 1600. De processie werd in de jaren 1960 afgeschaft, maar in augustus 1976 weer nieuw leven ingeblazen.

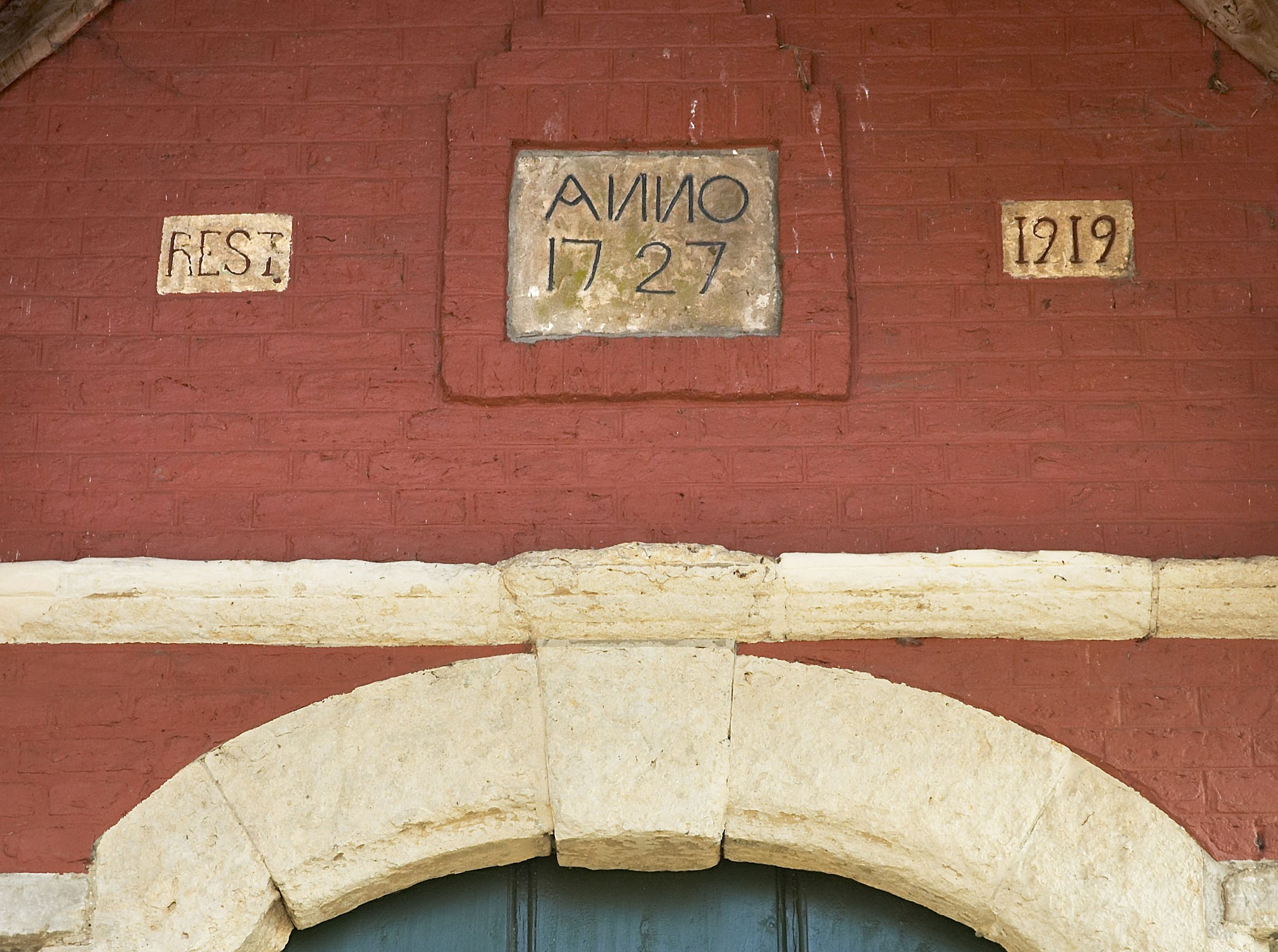
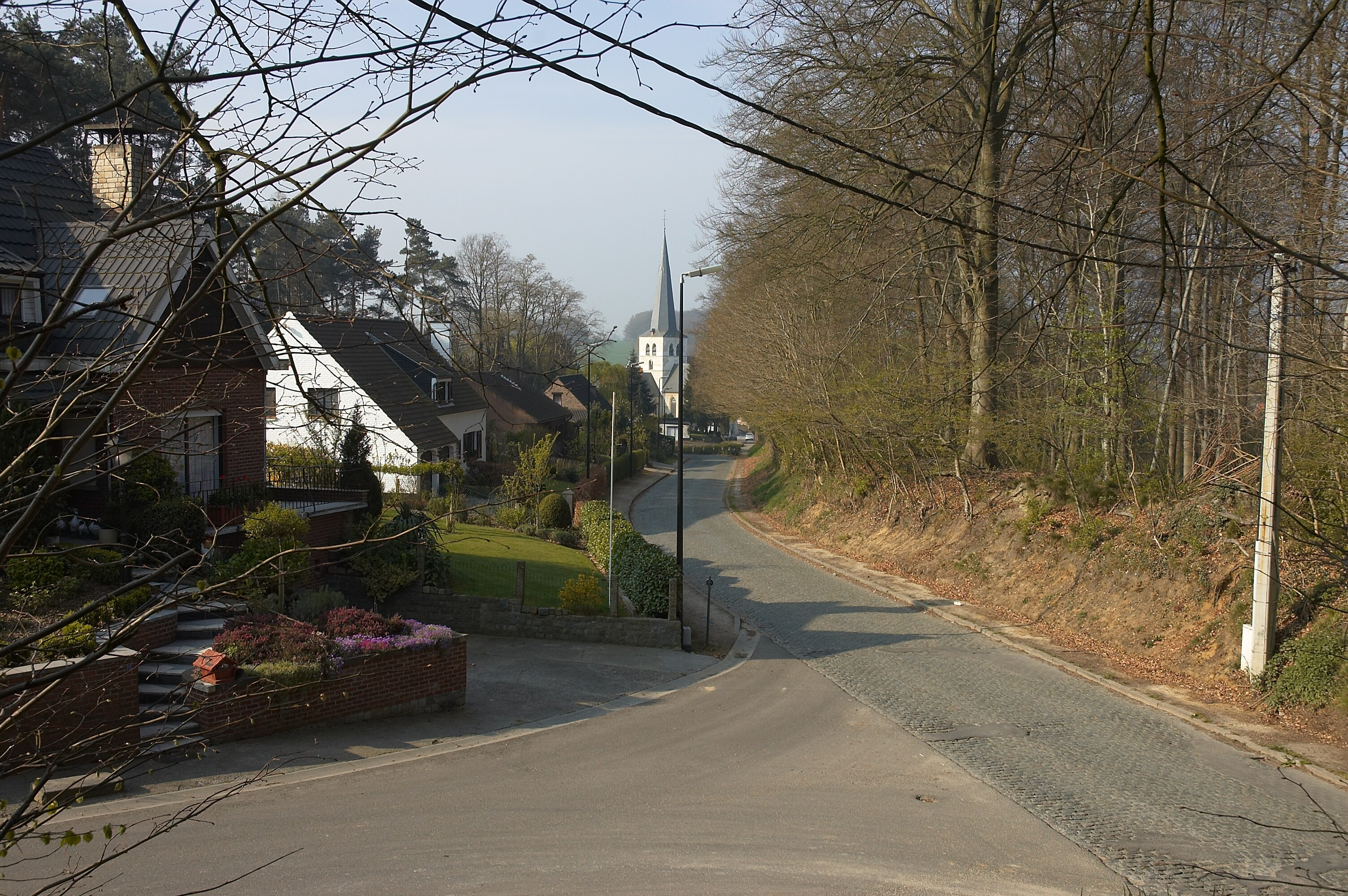
Zicht op de Onze-Lieve-Vrouwekerk vanaf de kapel